# باول بيكر (مخرج)
باول بيكر (بالإنجليزية: Paul Baker)‏ هو مخرج أمريكي، ولد في 1911، وتوفي في 25 أكتوبر 2009.